# EVIL IDOL SONG
『EVIL IDOL SONG』（イビルアイドルソング）は、2016年8月20日公開の日本映画。

## 概要
悪魔に憑依され、歌を聴いた人間を殺せる力を手に入れたアイドルの邪悪な暴走を描く、ホラー映画。監督は自主制作映画で注目を集めた大畑創。シンガーソングライターとして活動する藤田恵名が主演を務める。
キングレコードのホラー映画レーベルが主催するイベント「第3回夏のホラー秘宝まつり2016」にて、2016年8月20日より上映された。キャッチ・コピーは「わたしは、歌で人を殺す」。

## ストーリー
売れないアイドル藤崎佳奈。彼女は歌手も目指していたが、路上ライブをしてもカメラ小僧を含むファン3人。なにをやってもパッとせず、プロダクションは有名プロデューサーへの枕営業を提案する。性交渉を経た佳奈は精神的に追い込まれ、グラビア撮影中、黒い影につきまとわれる恐怖に怯えだす。夢に出るのは死んでいくファン。佳奈はある日、悪夢に出てくるメロディーを口ずさむ。すると飼っていた小鳥は息絶え、聴取した人物は次々と意識不明に。
マネージャーは放送禁止歌である『暗い日曜日』を引き合いに出し、もう歌わないように諭す。しかし枕営業した夜の映像が何者かによって流出。さらなるストレスが佳奈を襲い、ついついその歌を唄ってしまう。
歌声で人を殺す“殺人歌手”となった佳奈だったが、なぜかそれが面白いと評判を呼ぶ。

## キャスト
- 藤田恵名[1][2][3] - 藤崎佳奈
- 木口健太[1][2][3] - 小坂茂
- 屋敷紘子[1][2][3]  - 吉川早苗
- 細川唯[1][2][3]
- 後藤直樹[1][3]
- 牛丸亮[1][3]
- 今泉ちえこ[1][3]
- 芦原健介[1][3]
- 加藤雅彦[1][3]
- 仁科貴[1][3]
- 山田篤史

## スタッフ
- 監督・脚本 - 大畑創[4][5][6]
- プロデューサー - 山口幸彦・後藤剛[4][6]
- ラインプロデューサー - 和田紳助[4][6]
- 撮影 - 野口健司[4][6]
- 音楽 - 今村左悶[4][6]
- 録音 - 川口陽一[4][6]
- 照明 - 宗賢次郎[4][6]
- 衣装 - 原田幸枝[4][6]
- ヘアメイク - 堀川貴世[4][6]
- 制作主任 - 谷川詩織[4][6]
- 制作進行 - 堀田幸久[4][6]
- 助監督 - 石井翔・運天宏樹[4][6]
- スチール - 渡辺慎一[4][6]
- CG - 大畑智也[4][6]
- 特殊メイク・特殊造形 - 百武朋[4][6]

## 藤田恵名のアルバム
本作のタイトルを冠した藤田恵名のミニ・アルバムが2016年8月24日にキングレコードから発売された。藤田にとっては、本作がメジャーレーベルからリリースされた最初のアルバムCDとなる。
| #         | タイトル               | 作詞・作曲 | 編曲                 | 時間  |
| --------- | ---------------------- | ---------- | -------------------- | ----- |
| 1.        | 「EVIL IDOL SONG」     | 藤田恵名   | 田淵ガー子           | 3:40  |
| 2.        | 「こぼれるハイライト」 | 藤田恵名   | 田淵ガー子           | 3:41  |
| 3.        | 「あの子の諸事情」     | 藤田恵名   | しちりん、田淵ガー子 | 3:42  |
| 4.        | 「カナリア」           | 田淵ガー子 | 田淵ガー子           | 4:28  |
| 5.        | 「あまいわな」         | 藤田恵名   | 藤田恵名、田淵ガー子 | 4:16  |
| 合計時間: | 合計時間:              | 合計時間:  | 合計時間:            | 19:47 |